# 요양등처행중서성
요양등처행중서성(遼陽等處行中書省)은 원(元)이 설치한 행중서성(行中書省)이다. 줄여서 요양행성(遼陽行省)이라고도 하였다.
지리상 위치는 현재의 중국 현재의 중국 동북 3성 즉 요령성(遼寧省), 길림성(吉林省), 흑룡강성(黑龍江省) 및 아무르강(흑룡강, 黑龍江) 유역, 우수리강 동쪽 동해안 지역과, 원의 동녕부(東寧府)와 쌍성총관부(雙城總管府)가 설치되었던 한반도 북부 지역 및 탐라군민총관부(耽羅軍民總管府) 지역을 관할하였다.

## 역사
원 왕조는 성립 직후 옛 금(金) 왕조의 행정기구를 답습해 북경부(北京府) 등 노도원수부(路都元帥府)를 설치하고 만주 지역의 진압 및 민정 사무를 행하였다. 쿠빌라이 칸이 즉위한 뒤 선무사(宣撫司), 선위사(宣慰司), 행성(行省) 등이 설치되고, 군사기구와 민정기구가 분리되었다.
지원(至元) 6년(1269년)에 현재의 중국 요령성(遼寧省) 요양시(遼陽市)에 동경행성(東京行省)을 설치, 곧 성회(省会)가 북경(北京) 지역으로 옮겨가면서 북경행성(北京行省)으로 개칭하였다. 이것이 요양행성의 전신이다. 북경행성은 지원 15년(1278년) 폐지되고 대신 북경선위사(北京宣慰司)로 개편된다. 동경행성 설립 초기에는 무칼리의 후예인 두련가 국왕(頭輦哥國王)이 그 책임자로 행성의 사무를 처리하였으나, 많은 불법행위가 문제가 되어 지원 11년(1274년) 중서우승상 염희헌(廉希憲)이 평장정사(平章政事)가 되어 두련가의 자리를 대신하게 되었다. 이는 칭기즈 칸의 막내동생 테무게 옷치긴의 후손으로써 요동 지역을 장악하고 있던 옷치긴 왕가의 타가차르에 대한 견제에서 나온 것으로, 행성의 철폐와 재설치는 요동 지역을 통치하고 중앙집권을 강화하려는 쿠빌라이 칸과 요동 지역에서의 기득권을 유지하려는 옷치긴 왕가의 반발과 양자의 대립과도 관련이 있었으며, 지원 23년(1286년)의 세 번째 행성 설치 시도는 나얀의 난으로 이어졌다.
지원 23년(1286년) 북경선위사 일리사카(亦力撒合)의 건의로 다시 동경행성이 설치되고, 행성을 옷치긴 왕가의 속령과 가까운 함평부(咸平府, 요령성 개원현)로 옮겼다. 동경행성은 다시금 5개월만에 폐지되었고, 이듬해인 지원 24년(1287년) 4월 나얀은 동방의 여러 왕가와 일부 서방 여러 왕가들을 규합해 난을 일으킨다(나얀의 난). 난은 2개월 뒤에 시라무렌 강 부근에서 쿠빌라이가 지휘하는 군에 나얀이 사로잡혀 처형되었으나, 1292년 카다안(哈丹)의 잔당이 압록강 부근에서 몽골과 고려의 연합군에 패퇴할 때까지 5년이나 이어졌다. 나얀이 쿠빌라이에 잡혀 죽은 뒤인 죽은 뒤인 지원 24년(1287년) 10월에 다시금 요양행성이 설치되고, 이후 폐지되는 일 없이 원 왕조 멸망까지 사용되었다.
금 왕조가 사용했던 부주현을 기초로 설치되었으나 속현의 수는 인구 감소로 이전에 비해 대폭 감소되었다. 또한 주현제 외에도 수렵민족인 여진족을 통치하기 위한 만호제(투먼)가 유지되었다는 특징이 있다.

## 하부 행정구획
요양로(遼陽路) · 광녕부로(廣寧府路) · 대녕로(大寧路) · 동녕로(東寧路) · 심양로(瀋陽路) · 개원로(開元路) · 수달달로(水達達路)

## 같이 보기
- 행중서성
- 카다안의 침입

## 참고 문헌
- 『원사』(元史)
- 『中国歴史地図集』（中国地図出版社 1997年）
- 周振鶴『中国行政区画通史 元代巻』（復旦大学出版社 2009年）